# غوميز مانريكي
غوميز مانريكي (و. 1412 – 1490 م) هو كاتب مسرحي، وسياسي، وشاعر، وكاتب، وخطيب من تاج قشتالة، توفي في طليطلة، عن عمر يناهز 78 عاماً.

## مناصب
تولى منصب عمدة طليطلة ‏
.

## روابط خارجية
- غوميز مانريكي على موقع الموسوعة البريطانية (الإنجليزية)